# Історія містера Поллі (фільм)
«Історія містера Поллі» (англ. «The History of Mr. Polly», 1949) — британський фільм за твором «Історія Містера Поллі» Герберта Веллса.

## У ролях
- Джон Міллс — Альфред Поллі
- Бетті Енн Девіс — Міріам Ларкінс
- Мегс Дженкінс — трактирниця
- Фінлей Каррі — дядько Джим
- Гледіс Генсон — тітка Ларкінс
- Діана Черчілль — Енні Ларкінс
- Шила Фрейзер — Мінні Ларкінс
- Едвард Чепмен — пан Джонсен
- Денді Ніколс — пані Джонсон
- Саллі Енн Говс — Крістабел
- Джульєтта Міллс — маленький Поллі
- Лоуренс Бескомб — пан Румбольд
- Еді Мартін — Леді на даху
- Мур Мерріот — дядько Пенстемон
- Девід Горн — пан Гервейс
- Кирил Сміт — пан Воулес
- Вайлі Вотсон — пан Руспер